# Державна казначейська служба України
Державна казначейська служба України (до 28.03.2011 р. — Державне казначейство України) — центральний орган виконавчої влади України, що реалізує державну політику у сфері казначейського обслуговування бюджетних коштів. Є учасником системи електронних платежів
Національного банку України.
Діяльність служби спрямовується і координується Кабінетом Міністрів України через Міністра фінансів України. Казначейство України входить до системи органів виконавчої влади та утворюється для реалізації державної політики у сфері казначейського обслуговування бюджетних коштів.

## Історія
Згідно Указу Президента України «Про Державне казначейство України» від 27 квітня 1995 р. № 335 зі змінами, внесеними згідно з Указами Президента від 27 січня 1999 р. № 70/99 та від 15 лютого 1999 р. № 173/99, з метою забезпечення ефективного управління коштами Державного бюджету України, підвищення оперативності у фінансуванні видатків у межах наявних обсягів фінансових ресурсів у Державному бюджеті України було створено Державне казначейство України при Міністерстві фінансів України. Постановою Кабінету Міністрів України від 28 березня 2011 р. № 346 «Про ліквідацію урядових органів» Державне казначейство України було ліквідовано. Указом Президента України від 13 квітня 2011 р. № 460/2011 «Про Положення про Державну казначейську службу України», було затверджено відповідне Положення та встановлено, що Державна казначейська служба України є правонаступником прав та обов'язків Державного казначейства України — урядового органу державного управління, що діяв у системі Міністерства фінансів України.
6 грудня 2016 року хакерська атака на урядові сайти (Держказначейства України, Пенсійного фонду, мінфіну та інших) і на внутрішні мережі держорганів призвела до масштабних затримок бюджетних виплат. 7 грудня Кабмін виділив 80 млн гривень для захисту від хакерів, 40 млн — для закупки мережевого обладнання Мінфіну і ще 40 — для Держказначейства.

## Завдання
Основними завданнями Державної казначейської служби України є:
1. внесення пропозицій щодо формування державної політики у сфері казначейського обслуговування бюджетних коштів;
2. реалізація державної політики у сфері казначейського обслуговування бюджетних коштів.

## Правова основа
Державна казначейська служба України в своїй діяльності керується Конституцією України, законами України, постановами Верховної Ради України, указами і розпорядженнями Президента України, зокрема Указом Президента України № 460/2011 від 13 квітня 2011 року «Про Положення про Державну казначейську службу України» (із змінами), Указом Президента України № 249/2025 від 22 квітня 2025 року «Про символіку Державної казначейської служби України», декретами, постановами і розпорядженнями Кабінету Міністрів України, а також наказами Міністерства фінансів України.

## Структура
- Адміністративно-господарський відділ
- Відділ державних закупівель
- Відділ забезпечення діяльності Голови
- Відділ координації роботи органів Державного казначейства України
- Відділ мережі та зведених показників бюджету
- Департамент бухгалтерського обліку операцій державного бюджету
- Департамент видатків державного бюджету
- Департамент інформаційних технологій
- Департамент консолідованої фінансової звітності
- Департамент методології з обслуговування бюджетів, бухгалтерського обліку та звітності
- Департамент міжбюджетних відносин
- Департамент обслуговування кошторисів головних розпорядників коштів та інших клієнтів
- Планово-фінансове управління
- Сектор режимно-секретної роботи
- Управління бюджетних надходжень
- Управління внутрішнього фінансового контролю і аудиту
- Управління захисту інформації
- Управління обслуговування боргових зобов'язань держави
- Управління організації діловодства та контролю виконавської дисципліни
- Управління персоналу
- Управління платіжної системи
- Управління фінансових ресурсів
- Юридичне управління

- Регіональні управління

## Керівництво
- Голова Державної казначейської служби України — Слюз Тетяна Ярославівна, з 16 квітня 2014 р.[8]
- Перший заступник голови Державного казначейства України — Дуда Володимир Петрович[9]
- Заступник голови Державного казначейства України — Стародубцева Любов Володимирівна[10]
- Заступник голови Державного казначейства України — Вакансія[11][12]